# Greta Lee
Greta Jiehan Lee (Los Angeles, 7 maart 1983) is een Amerikaans actrice.

## Biografie
Greta Lee is geboren en getogen in Los Angeles, Californië. Haar ouders zijn Koreaanse immigranten. Tijdens haar studie aan de Harvard-Westlake School raakte ze geïnteresseerd in podiumkunsten en na de middelbare school studeerde ze theater aan de Northwestern University. Vervolgens verhuisde ze naar New York om te gaan acteren.
Lee maakte haar televisiedebuut in 2006 in de televisieserie Law & Order: Special Victims Unit. Het jaar daarop maakte ze haar Broadway-debuut in de muzikale komedie The 25th Annual Putnam County Spelling Bee. Lee kreeg bekendheid door haar rollen als Maxine in de comedy-dramaserie Russian Doll (Netflix) en als Stella Bak in de dramaserie The Morning Show (Apple TV+). Voor haar rol in de romantische film Past Lives (2023) werd ze genomineerd voor een Golden Globe Award.

## Filmografie

### Films
- 2023: Past Lives als Nora Moon
- 2023: Problemista als Dalia
- 2023: Spider-Man: Across the Spider-Verse als Lyla (stem)
- 2023: Strays als Bella (voice)
- 2021: Rumble als raadslid (stem)
- 2018: In a Relationship als Maggie
- 2018: Spider-Man: Into the Spider-Verse als Lyla (stem)
- 2017: Fits and Starts als Jennifer
- 2017: Gemini als Tracy
- 2017: Cabiria, Charity, Chastity (korte film) als Nina the Showgirl
- 2017: Pottersville als Ilene
- 2016: 10 Crosby (kortfilm segment: "HiFi") als Cabbie
- 2016: Money Monster als Amy Lee
- 2015 Sisters als Hae-Won Chan
- 2014: St. Vincent als Teller #23
- 2014: While We're Young als Sundance Interviewer (stem)
- 2014:  Top Five als Pill Girl
- 2014:  The Cobbler als Kara
- 2013: Hair Brained als Gertrude Lee
- 2012: Hello I Must Be Going als Gap Girl

### Televisie
- 2021–heden: The Morning Show als Stella Bak (seizoen 2–3)
- 2021–2023: HouseBroken als Bubbles / verschillende stemmen (14 afleveringen)
- 2020: Miracle Workers: Dark Ages als Princess Vicky of Valdroggia (2 afleveringen)
- 2020: What We Do in the Shadows als Celeste (1 aflevering)
- 2020: The Twilight Zone als Ellen Jones (1 aflevering)
- 2020: Helpsters als Beekeeper Bita (1 aflevering)
- 2020: Don't Let the Pigeon Do Storytime! als zichzelf
- 2019: The Other Two als Genevieve Kim (1 aflevering)
- 2019: At Home with Amy Sedaris als zichzelf (1 aflevering)
- 2019: Divorce als verzekeringsadviseur (1 aflevering)
- 2019: Russian Doll als Maxine
- 2017–2018: The Good Fight als Amber Wood-Lutz (2 afleveringen)
- 2017: Broad City als Dr. Elizabeth Fuller (1 aflevering)
- 2016–2017: Chance als Lucy
- 2015–2016: Wayward Pines als Ruby
- 2015: Good at Life als Dr. Simon (pilotaflevering)
- 2015: Sharing als Heidi Salazar (pilotaflevering)
- 2014–2015: New Girl als Kai (5 afleveringen)
- 2014–2015: Above Average Presents (2 afleveringen)
- 2014: Seriously Distracted als Paige
- 2014: Old Soul als Alix (pilotaflevering)
- 2013–2016: Inside Amy Schumer als zichzelf
- 2013–2014: Girls als Soojin (4 afleveringen)
- 2013: Royal Pains als Daisy (1 aflevering)
- 2013: Bad Management als Mel (tv-film)
- 2012–2013: Nurse Jackie als verpleegster (3 afleveringen)
- 2012–2018: High Maintenance als Heidi (4 afleveringen)
- 2009: The Electric Company als Greta / Allie (2 afleveringen)
- 2006: Law & Order: Special Victims Unit als Heather Kim (1 aflevering)

### Theater
- 2011: 4000 Miles als Ashley (Lincoln Center Theatre)
- 2010: La Bête als Dorine (Broadway en West End)
- 2007: The 25th Annual Putnam County Spelling Bee als Marcy Park (Broadway)

## Prijzen en nominaties
De belangrijkste:
| Jaar | Prijs                          | Categorie                         | Film       | Uitslag       |
| ---- | ------------------------------ | --------------------------------- | ---------- | ------------- |
| 2024 | Golden Globes                  | Beste actrice in een film – drama | Past Lives | Genomineerd   |
| 2024 | Critics Choice Awards          | Beste vrouwelijke hoofdrol        | Past Lives | Genomineerd   |
| 2024 | Film Independent Spirit Awards | Beste hoofdrol                    | Past Lives | In afwachting |